# Med dolk och gift eller Guldets förbannelse
Med dolk och gift eller Guldets förbannelse är en svensk karnevalsfilm från 1912 inspelad av studenter från Lund.

## Om filmen
Filmen premiärvisades 21 maj 1912 på Biograficon i Palæstra Lund. För filmens foto ansvarade Ernst Dittmer och samtliga skådespelare var amatörer och lundastudenter. Filmen kompletterade parodin Kärlekens list.

## Rollista
- Olle Sundin – Nick Carter, detektiv
- Mikaël Söderström – Said Ali Mohammed, giftblandare
- Sigge Bergh – Donna Elvira
- Ivar Sjögren – greve von Löwenstein
- Bertil Svedin – Hennesy, vicomte
- Harald Benz – Familjeadvokat
- Torsten Ottoson   – Polis
- Tarras Kulneff – Polis
- Adolfson – Zépine, stadssergeant i Paris